# D41 (hunebed)

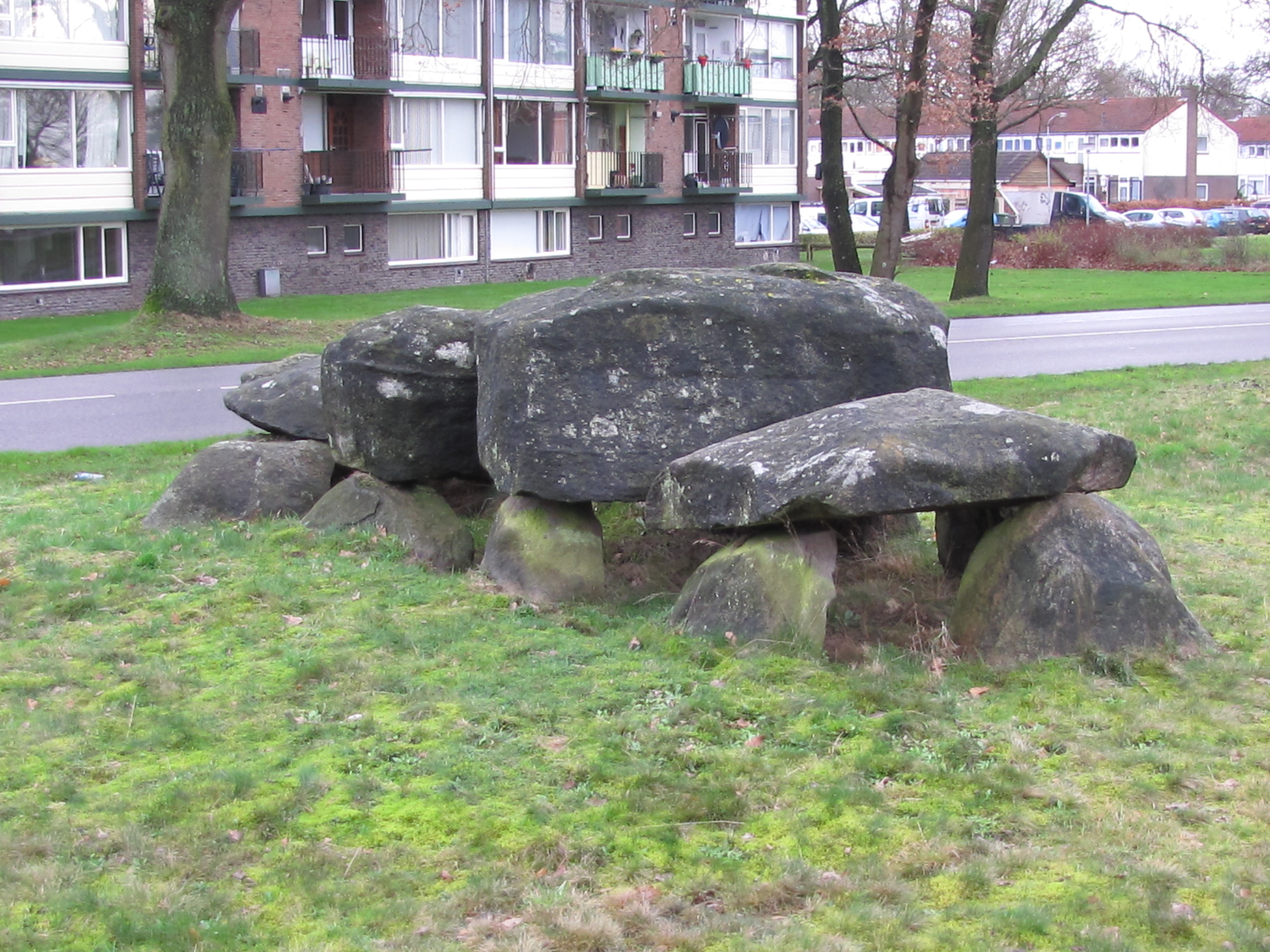
Het hunebed ligt vlak bij een woonwijk

Hunebed D41 ligt aan de rand van de wijk Emmermeer in Emmen in de Nederlandse provincie Drenthe. Het hunebed ligt net ten westen van de Odoornerweg, in de nabijheid van een woonwagenkamp.

## Bouw
Het hunebed wordt toegeschreven aan de trechterbekercultuur.
Het is een relatief compleet bewaard gebleven hunebed met vier dekstenen, twee sluitstenen en acht draagstenen. De ingang bevindt zich op een ongewone plek, tussen de 1e en 2e zuidelijke draagsteen. Er zijn nooit losstaande poortstenen geweest. Er werd geen steenkring aangetroffen.

## Geschiedenis
Het hunebed is zo goed bewaard gebleven, doordat het pas in 1809 is ontdekt door de smid Geert Jansen. Hij kreeg een boete, omdat hij het hunebed geschonden had. Het is het laatst ontdekte hunebed in Drenthe.
Het hunebed zat ingepakt in een dekheuvel van zand en veldkeien toen het werd ontdekt door iemand die naar stenen zocht. De heuvel was 10 voet hoog en 60 voet in omtrek. Tussen de draagstenen waren stopstenen geplaatst.
De ontdekker maakte een opening en zocht met een puntijzer in de bodem van het hunebed naar schatten. De schout kwam achter de ontdekking en ging met de landdrost Petrus Hofstede naar de plaats. De heuvel van het hunebed werd afgegraven en er werd onderzoek uitgevoerd in het hunebed. De broer van de landdrost, Johannes Hofstede, voerde het onderzoek uit en legde dit vast. In 2014 werd het opgravingsverslag herontdekt in de Koninklijke Bibliotheek van België.
Voornamelijk de laag tussen twee vloeren werd met blote handen onderzocht. Er werd enkele vondsten gedaan die tegenwoordig in het Rijksmuseum van Oudheden ondergebracht zijn:
- een urn werd aangetroffen tussen de draagstenen van het hunebed.
- er werden scherven van ongeveer 15 urnen aangetroffen in het hunebed, waarschijnlijk waren deze urnen gebroken door toedoen van het puntijzer.
- er werden drie vaatjes aangetroffen in het midden van het hunebed.

De situatie die men aantrof werd vastgelegd op tekeningen door P.A.C. Buwama Aardenburg. Ten westen van het hunebed werd een heuvel van stenen en zand aangetroffen. Vermoed wordt dat het om een brandstapel gaat.
Het hunebed werd rond 1818 gerestaureerd. Nicolaas Westendorp beschrijft het hunebed in 1822, de draagstenen zijn aan de binnenzijde vlak bewerkt.
In 1847 kreeg de provincie Drenthe dit hunebed van de markegenoten van Emmen en Westenesch en ze kocht het op 28 mei 1869 aan.
In 1920 onderzocht Albert van Giffen het hunebed en gaf het zijn huidige benaming. Hij beschrijft het hunebed: "Het hunebed bevindt zich in een uitnemenden, en met de oorspronkelijken vergelijkbaren, staat". In 1960 werd het hunebed opnieuw onderzocht en trof men een drempelsteen aan tussen de 1e en 2e zuidelijke draagstenen, er werd in dat jaar ook een restauratie uitgevoerd.

## Society of Antiquaries[9]
In Engeland ontstond in de jaren zeventig van de 19e eeuw bezorgdheid over de wijze waarop in Nederland hunebedden werden gerestaureerd. In die kringen was men vooral bezorgd dat met de restauraties het oorspronkelijk beeld van de situatie verloren zou gaan. De directeur van de Society of Antiquaries in Londen verzocht de oudheidkundigen William Collings Lukis en sir Henry Dryden om de staat waarin de hunebedden zich op dat moment bevonden nauwkeurig vast te leggen. Zij bezochten in juli 1878 Drenthe en brachten veertig hunebedden op de Hondsrug in kaart. Ze hebben opmetingen verricht en beschreven de aangetroffen situatie, die zij tevens vastlegden in een serie aquarellen. Hun rapportage aan de Society of Antiquaries verscheen echter niet in druk. Hun materiaal werd bewaard bij de Society of Antiquaries, het Guernsey Museum & Art Gallery en het Drents Museum. Het Ashmolean Museum in Oxford bezit kopieën van hun werk. In 2015 publiceerde de Drentse archeoloog dr. Wijnand van der Sanden alsnog hun werk. Hij voorzag hun materiaal van een uitgebreide inleiding. Ook schetste hij de ontwikkelingen met betrekking tot het archeologisch onderzoek van de hunebedden na hun onderzoek tot 2015. Hij gaf als oordeel dat het werk van Lukis en Dryden van hoge kwaliteit was. In het Drents Museum was in 2015 een tentoonstelling over het werk.
Hunebed D41 is weergegeven op Plan XXXIX: Er waren vier dekstenen en tien draagstenen. De dekstenen waren volgens de Lukis recentelijk teruggeplaatst. De ingang bevond zich aan de zuidkant. De dekheuvel was recent verlaagd.